# Nanebevzetí Panny Marie
Nanebevzetí Panny Marie (latinsky Assumptio) je podle učení katolické církve a pravoslavných církví (u pravoslavných se ale slaví jen Zesnutí svaté bohorodice, nikoli nanebevzetí) událost v dějinách spásy, při níž byla Ježíšova matka Maria s tělem i duší vzata do nebeské slávy. Učení se opírá o apokryfní literaturu a katolickou tradici a rozšířilo se také díky vyprávění ve Zlaté legendě. Protestanti událost odmítají, protože nepovažují ústní podání apoštolů – tradici Církve – za rovnocenný zdroj k Písmu svatému.

## Dogma
Tím, že Panna Maria byla do nebe vzata, "vynesena", se nanebevzetí podstatně liší od nanebevstoupení, které označuje samostatné vystoupení, obrazně "vznesení se", Ježíše Krista.

## V umění
Ve výtvarném umění je námět, typ madony označovaný jako assumpta, oblíbený od 13. století. Od renesance bývá zobrazena andělskými sbory nesená Maria v modlitbě či (v protireformačním období) se zdviženými pažemi a exaltovaným pohledem vzhůru. Někdy se zobrazuje orámovaná mandorlou tvořenou anděly. Spodní část výjevu zachycuje apoštoly u Mariina lůžka, buď vzhlížejí nebo pláčou. Vyskytuje se také nevěřící Tomáš, chytající Mariin pás. Někdy je v horní části znázorněn Bůh Otec přijímající Marii do nebe.

## Patrocinium
Mariinu nanebevzetí je zasvěcena celá řada kostelů (v ČR je největší část kostelů zasvěcených Panně Marii zasvěcena právě jejímu nanebevzetí). Samotné nanebevzetí bylo katolickou církví prohlášeno za dogma až v roce 1950. Šlo tedy o církevní stvrzení tradice s mnohem hlubšími kořeny, což odpovídá katolickým zvyklostem. Svátek se připomíná 15. srpna, liturgická barva je bílá.